# Commelina fasciculata
Commelina fasciculata là một loài thực vật có hoa trong họ Commelinaceae. Loài này được Ruiz & Pav. mô tả khoa học đầu tiên năm 1798.